# Afroedura langi
Espèce
Synonymes
- Oedura langi Fitzsimons, 1930
- Afroedura pondolia langi (Fitzsimons, 1930)

Afroedura langi est une espèce de geckos de la famille des Gekkonidae.

## Répartition
Cette espèce est endémique du Limpopo en Afrique du Sud.

## Étymologie
Cette espèce est nommée en l'honneur d'Herbert Lang.

## Publication originale
- FitzSimons, 1930 : Descriptions of new South African Reptilia and Batrachia, with distribution records of allied species in the Transvaal Museum collection. Annals of the Transvaal Museum, vol. 14, p. 20-48 (texte intégral).